# Berga/Elster
Berga/Elster ist ein Stadtteil der Stadt Berga-Wünschendorf im Landkreis Greiz im Osten des Freistaates Thüringen. Er erstreckt sich in ihrem Kern an einem Hang in einer Weitung des Elstertals. Berga liegt im thüringischen Vogtland.

## Geographie

### Geographische Lage

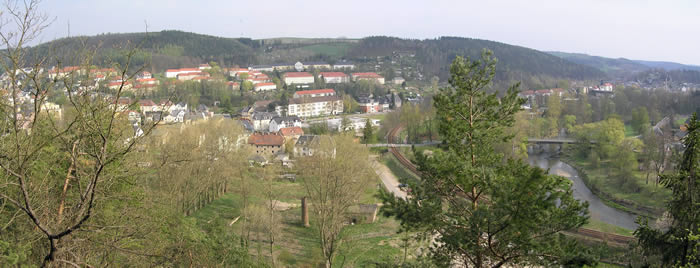
Blick über Berga/Elster

Berga liegt im Nordosten der Ostthüringisch-Vogtländischen Hochflächen, im Tal und zwischen den meist bewaldeten Hängen des Flusses Weiße Elster. Die Umgebung ist zumeist landwirtschaftlich genutzt und geht im Bereich der östlich des Kernortes gelegenen Ortsteile in das Ronneburger Acker- und Bergbaugebiet über. Die nächsten größeren Städte sind Weida, Greiz und Gera.

### Geologie
Das Ortsgebiet wird wesentlich durch die Variszische Gebirgsbildung im Thüringisch-Fränkisch-Vogtländischen Schiefergebirge bestimmt, deren Hauptsattel als Bergaer Sattel bezeichnet wird und sich von der Saale bei Blankenstein über Schleiz und Zeulenroda bis zum namensgebenden Ort erstreckt. Dabei handelt es sich vorwiegend um metamorphe Wechsellagerungen von plattigem Quarzit und phyllitischem Siltschiefer. Die Weiße Elster, die den Bergaer Sattel fast rechtwinklig quert, hat diese Schichten aus dem Ordovizium wieder freigelegt. Im nordöstlichen Bereich Bergas bei Wolfersdorf hat sich nach der raschen Abtragung des variszischen Gebirges in dessen Randzone Zechstein abgelagert.

### Nachbarorte
Angrenzende Orte (alle im Thüringer Vogtland des Landkreises Greiz) sind im Osten Endschütz, Gauern, Linda b. Weida, Seelingstädt und Mohlsdorf-Teichwolframsdorf, Waltersdorf  und im Westen Weida, Greiz, Teichwitz, Langenwetzendorf und Wünschendorf/Elster.

## Geschichte

### Mittelalter

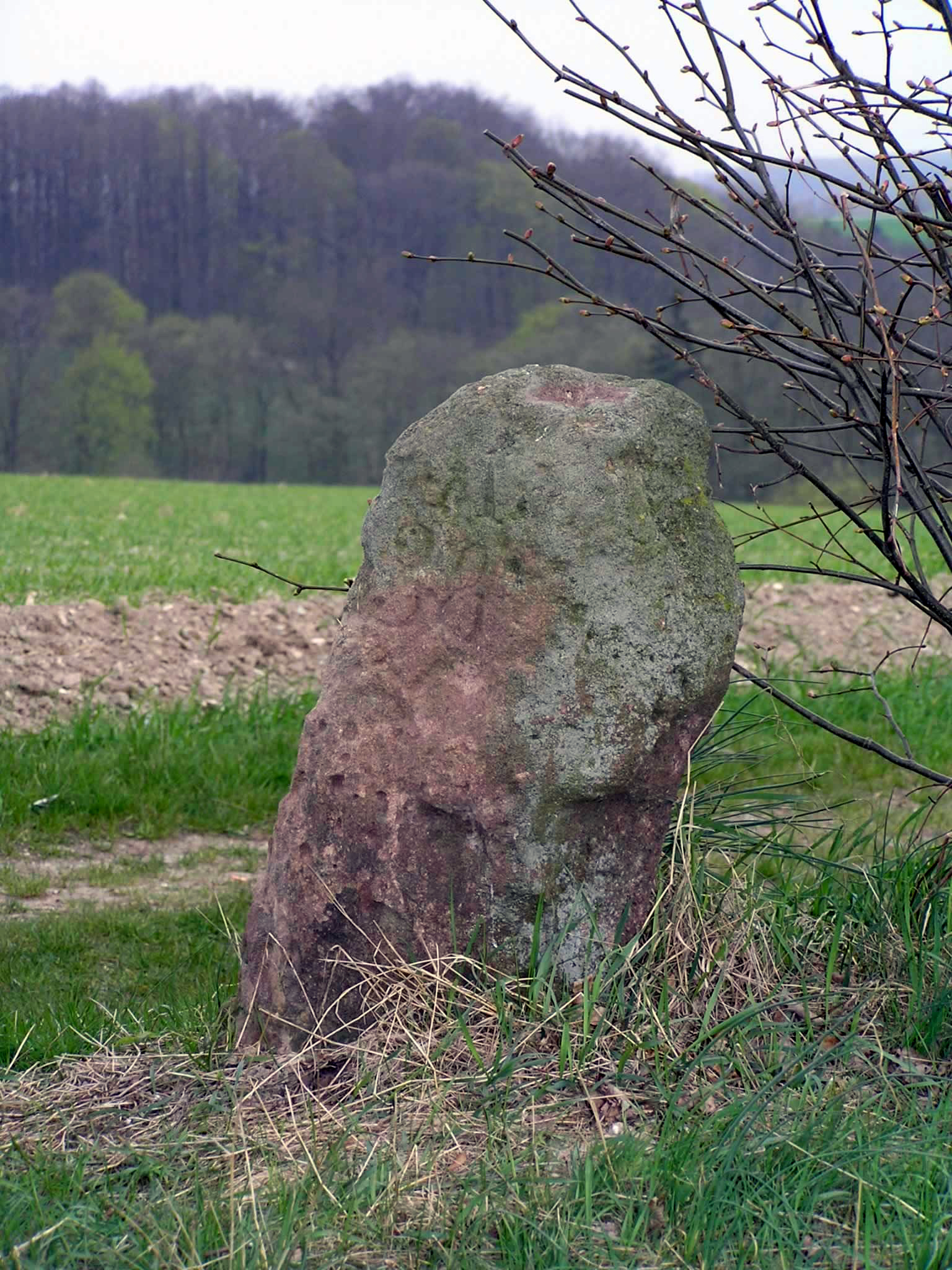
Der Kreuzstein bei Albersdorf

Berga wurde wie Greiz bei der Kolonisation des Elstertales um 1200 erschlossen. Eine Burg auf einem Bergsporn, der vom Osten in das Tal der Weißen Elster ragt, sicherte und kontrollierte im Mittelalter den Flussübergang einer in Ost-West-Richtung verlaufenden Straße, die das Orlatal um Auma mit dem Muldetal von Zwickau verband. Den Herren von Lobdeburg waren schon 1225 Ritter von Berga bekannt. Die erste Nachricht über Berga an der Elster ist in der Urkunde aus dem Jahre 1306 festgehalten. Dieses Schriftstück berichtet, dass ein Vogt von Gera (Herr von Gerawe) dem Kloster Cronschwitz Zinse kaufte, darunter „in der moll (Mühle) zcu Bergawe auch XXXIV scheffel korn“. Diese Mühle war höchstwahrscheinlich die Angermühle. Vier Jahre später, am 29. März 1310, erwarb das Kloster Cronschwitz einen „hoff ynn dem gerichte zcu Bergaw…. unnd der kyrchlehen zcu Bergaw mit allem deme rechte …“ (einen Hof und das Kirchlehen zu Berga). In der Zeugenreihe einer Urkunde vom 25. März 1313 ist ein „dominus Conradus plebanus in Bergowe“ aufgeführt.
Am 11. September 1319 schlossen die Vögte von Gera mit den Vögten von Weida in Berga einen Vertrag über die Geraer Münze ab. Im Jahre 1320 war für die Bergaer Kirche ein Laie, der Vogt von Gera, Patron. Die Äcker und Fluren waren durch die ständigen Kriege des Landesherrn zerstört, und das durch die Nähe dichter Wälder begünstigte Räuberunwesen ließ keine ordnungsgemäße Feldbestellung zu. Ab dem 13. Jahrhundert war die Familie von Wolffersdorff auf dem heutigen Gebiet von Berga/Elster ansässig. Im Ortsteil Wolfersdorf lebte die Familie von 1240 bis 1831. Gotfridus de Wolfinsdorf siegelte als Zeuge für Vogt Heinrich von Greiz. Im Ortsteil Markersdorf von 1340 bis 1684 und in Culmitzsch von 1360 bis 1785 ansässig. Das alte Wasserschloss in Culmitzsch wird nach einem Brand im Jahre 1675 auf alten Grundmauern durch Heinrich von Wolffersdorff wieder errichtet. Das Schloss Berga mit Umland kauften die Brüder Nickel und Hans v. Wolffersdorff 1432 und besaßen es bis 1569.
Bis über die Mitte des 14. Jahrhunderts unterstand das Bergaer Gebiet den Vögten von Gera. Diese führten dort im Jahre 1363 ihre letzte Rechtshandlung durch. Wenig später gehörte Berga den Wettinern. Darüber berichtet das Registrum dominorum marchionum Missnensium vom Jahre 1378, in dem Berga erstmals als Städtchen (opidum, stetigen) genannt wird. Die Erhebung des Ortes zur Stadt erfolgte demnach in den 1370er Jahren. Der Schiedsspruch über den Streit zwischen König Wenzel von Böhmen und den Markgrafen Friedrich IV. von Meißen vom 13. August 1386 berichtet von der zerstörten und abgebrannten Stadt Berga. Am 31. August 1411 wurde Berga dem Landesteil des Markgrafen Wilhelm II. angegliedert.
Grundlegende Änderungen traten im Jahre 1427 ein. Am 22. Januar veräußerte Heinrich von Weida sein Drittel an der Herrschaft Weida an den Markgrafen Friedrich von Meißen und erhielt dafür von diesem „slosz und stadt Bergaw“ mit allem Zubehör. Der neue Stadtherr von Berga nannte sich Heinrich von Weida, Herr von Berga. Nach diesem feudalistischen Besitzwechsel wurde der Stadt Berga am 9. Juni 1427 ein offener Brief ausgestellt, der in 16 Artikeln den Einwohnern, die bis dahin erlangten „freiheiten und gerechtickaiten“ bestätigte. Dieses Schriftstück spiegelt die gesellschaftlichen und wirtschaftlichen Verhältnisse in Berga während der ersten Hälfte des 15. Jahrhunderts wider. Die weitgehende Abhängigkeit des darin erwähnten Bürgermeisters und Rates von der im jährlichen Wechsel von zwei Rittergütern in der Umgebung ausgeübten Grundherrschaft blieb indes bis 1823 bestehen.

### Neuzeit
1466 ging Berga als Teil des Vogtlandes an den Wettiner Ernst und somit mit der Leipziger Teilung 1485 an die Ernestiner über. Durch die Grumbachschen Händel erfolgte 1567 der Wechsel zu den Albertinern. Seit Ende des 16. Jahrhunderts war die Familie von Zehmen im Raum Berga/Elster ansässig. 1597 erwarb Moritz Bastian v. Z, Oberaufseher der Kurfürstlichen Flöße und Gehölze, das Rittergut Neumühl (im Ort Pöltschen) von Ernst v. Milkau. 1686 hielt sein Enkel Hans Bastian II. von Zehmen Einzug in Markersdorf. Die „Fabian-Sebastian-Stiftung“ für Bedürftige rief er ins Leben, aus deren Zinsen bis 1945 sozial Schwache eine Zuwendung erhielten. Ferner war er Hauptmann des Neustädter Kreises und Deputierter auf dem Landtag zu Dresden. Darüber hinaus wurde er zum kursächsischen Geheimen Rat berufen und diente Johann Georg III. bzw. Friedrich August I. (August der Starke). Der Landwirt Friedrich von Zehmen (1779–1851) erwarb sich Verdienste um die tiefe Ackerfurche, die er in der hiesigen Gegend heimisch machte. Sein Motto war: „Bete und arbeite, so wird Dir Gott helfen“. Die letzten Besitzer vom Rittergut Markersdorf und Rittergut Neumühl waren Christoph und Moritz Bastian von Zehmen. Letzterer spielte eine wichtige Rolle bei der kampflosen Übergabe der Stadt Berga an die Amerikaner 1945.
Das Königreich Sachsen musste als Ergebnis des Wiener Kongresses 1816 Berga/Elster als Teil des Neustädtischer Kreises an das Großherzogtum Sachsen-Weimar-Eisenach abgeben. Bei einem letzten Großfeuer 1842 brannte die Stadt vollständig ab, infolgedessen wurde die Freiwillige Feuerwehr Berga gegründet. 1875 kam der Anschluss an das Eisenbahnnetz über die Bahnstrecke Gera Süd–Weischlitz zustande. 1921 wurde während der Inflationszeit auch in Berga eigenes Notgeld herausgegeben. Die Motive berichten von historischen Sagen rund um Berga.
|  |  |  |  |

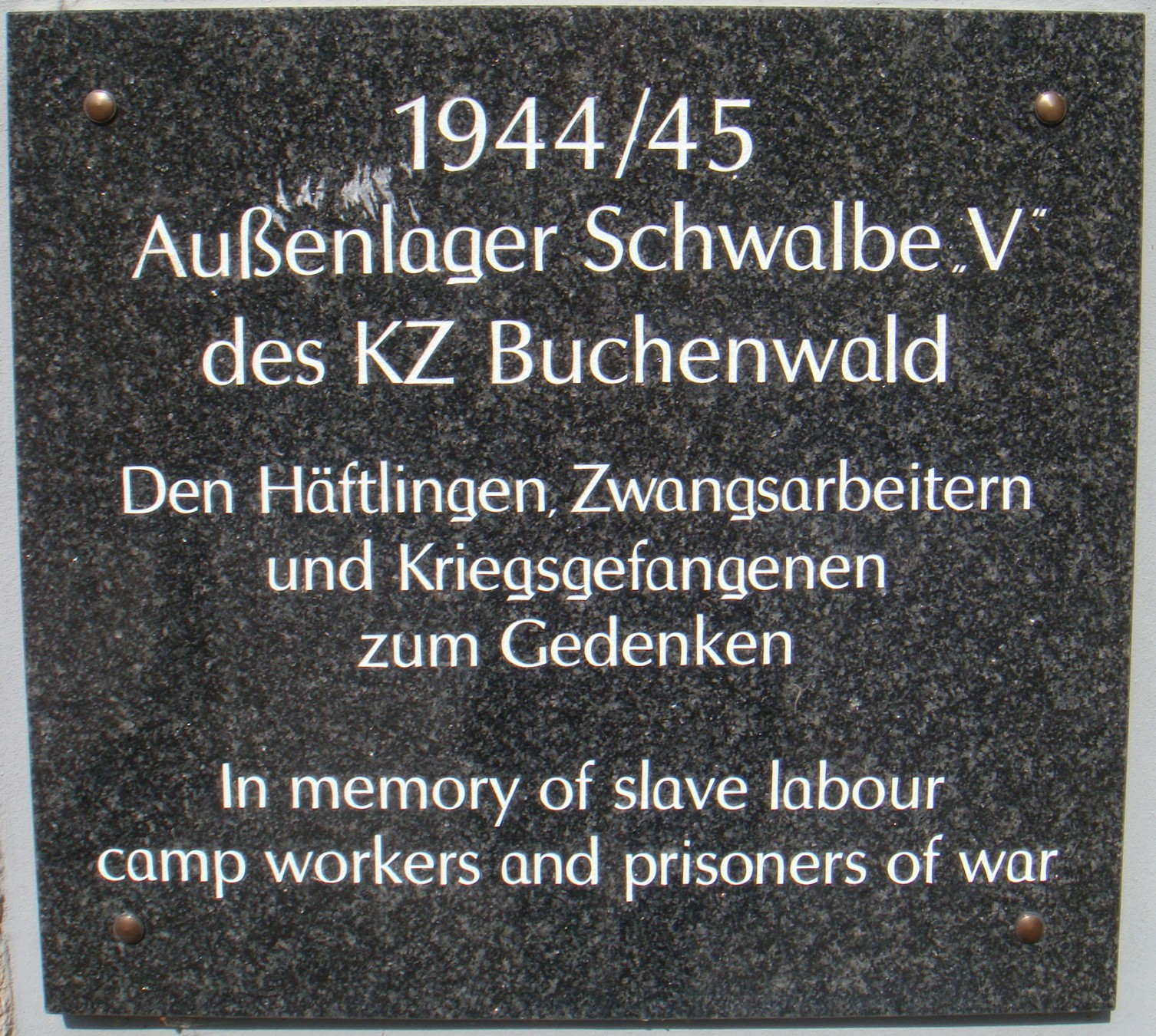
Gedenktafel für NS-Zwangsarbeiter in der August-Bebel-Straße

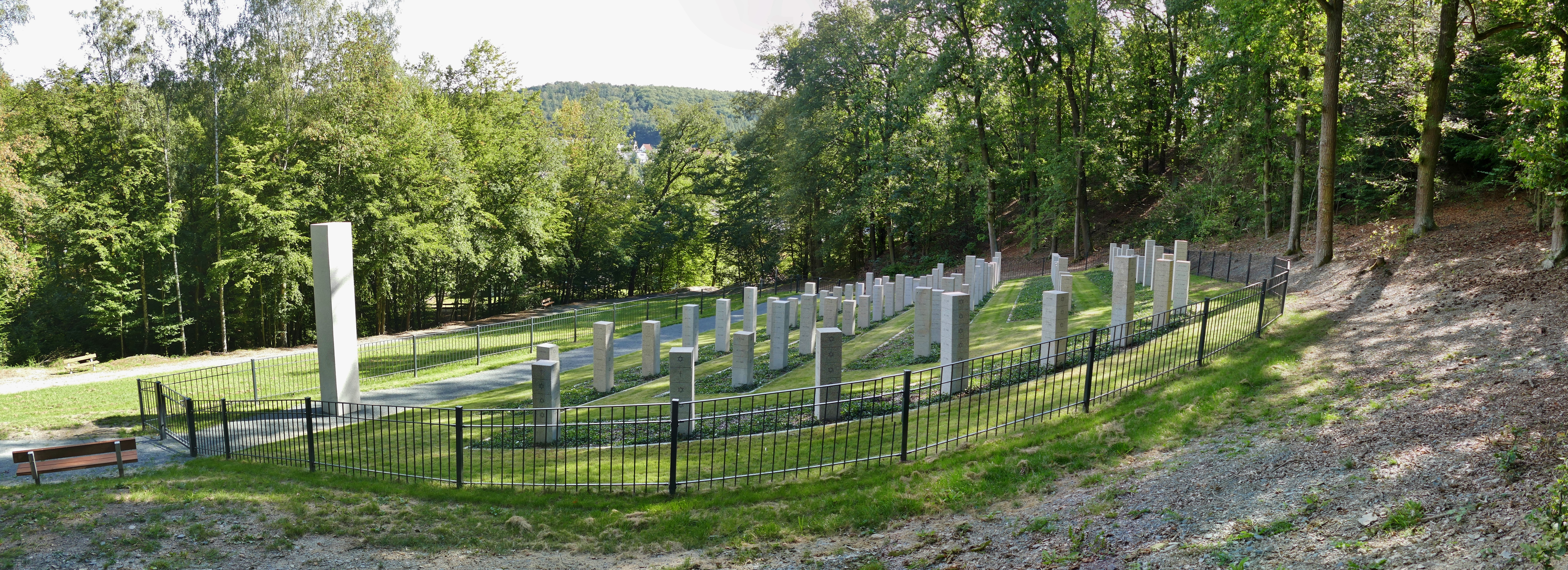
Friedhof der Opfer des KZ Buchenwald Außenlagers Schwalbe V

Während des Zweiten Weltkrieges wurde seit 1944 die unterirdische Rüstungsanlage Schwalbe V durch 120 ausländische Zwangsarbeiter, 500 Kriegsgefangene und Militärinternierte sowie 1200 bis 1500 Häftlinge des KZ Buchenwald errichtet. Allein auf der Baustelle Schwalbe V kamen 314 Personen unter menschenverachtenden Bedingungen ums Leben. Am Hang des Baderberges erinnert ein 1947 aufgerichteter Gedenkstein an die Opfer des Faschismus. Der größte Teil der Häftlinge wurde auf einen Todesmarsch getrieben, den viele nicht überlebten. Forscher vermuteten in den Stollen zeitweise das verschollene Bernsteinzimmer.
Das 1972 vereinbarte Verkehrsabkommen zum Kleinen Grenzverkehr zwischen der Bundesrepublik Deutschland und der Deutschen Demokratischen Republik betraf so auch Berga/Elster im damaligen Kreis Greiz. Im Gegensatz zu DDR Bürgern hatten Bürger festgelegter Grenzzonen der Bundesrepublik Deutschland die Möglichkeit touristischer Kurzaufenthalte in Berga/Elster.

### Das Bergaer Schloss
Die Bauzeit der auf drei Felsen errichteten Schlossanlage kann bis ins 12. Jahrhundert zurückdatiert werden, Reste der befestigten Ritterburg aus dem 13. und 14. Jahrhundert sind zum Teil in den Befestigungsmauern erhalten. Die Gründung der Burg geht auf die Lobdeburger zurück, die einen Gegenpol zur Herrschaft der Vögte von Weida schaffen wollten. 1358 übernahmen die Landgrafen von Thüringen die Anlage. 1373 wurde sie von Heinrich dem Roten, Vogt von Weida, verpfändet. 1427 erhielt er sie endgültig zurück. 1445 bekamen die Wettiner sie wieder.

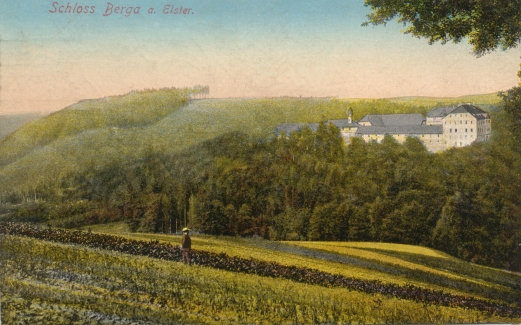
Schloss Berga um 1912

Im Jahre 1592 wurde der Besitz vom Churfürstlichen Kammer- und Bergrat in Dresden an Daniel von Watzdorf übergeben. Die Familie von Watzdorf ist bis 1870 als Eigentümer verzeichnet. Letztes Familienmitglied war Bernhard von Watzdorf, der als Staatsminister am Hofe von Großherzog Karl Alexander von Sachsen-Weimar wirkte. Bis 1875 gehörte das Schloss Richard Hermann aus Zeitz, der es im Jahre 1875 an Ernst Semmel, den Sohn des Landrates und geheimen Justitzrathes Moritz Semmel aus Gera weiter veräußerte. Ernst Semmel wurde als Gemeindevertreter gewählt und verkaufte das Schloss 1909 an Hauptmann Toppius, der bereits als Verwalter des Schlossgutes gewirkt hatte. 1938 erwarb Ludwig Scharpenseel, der zuvor seine Anteile an der Schlegel-Scharpenseel-Brauerei veräußert hatte, die Immobilie und ließ das Objekt und die Außenanlagen von Grund auf sanieren.
Am 10. September 1945 wurde die Familie Scharpenseel entschädigungslos enteignet und flüchtete nach Sichtigvor. Sie verlor das Rittergut und die zugehörigen Ländereien in einer Gesamtgröße von 239 Hektar. Die Einrichtung wurde ausgelagert bzw. zur Möblierung der Notunterkünfte von vertriebenen Deutschen aus Mittel- und Osteuropa verwendet. Zur gleichen Zeit wurde eine Landwirtschaftsschule im Schloss eingerichtet. Ende der 1950er Jahre wurde diese ausgelagert und das volkseigene Gut Meilitz übernahm die Rechtsträgerschaft. Die Stallungen wurden zur Schweinemast umgenutzt. Mit der „Wende“ ging das Schloss in das Eigentum der Weigl Holding über. Am 8. März 1994 brannte der Dachstuhl des 1760 errichteten Pächterhauses. Der Brand und das Löschwasser haben erhebliche Schäden am Gemäuer verursacht. Ende 2011/Anfang 2012 wurde das Schloss in großen Teilen abgerissen.

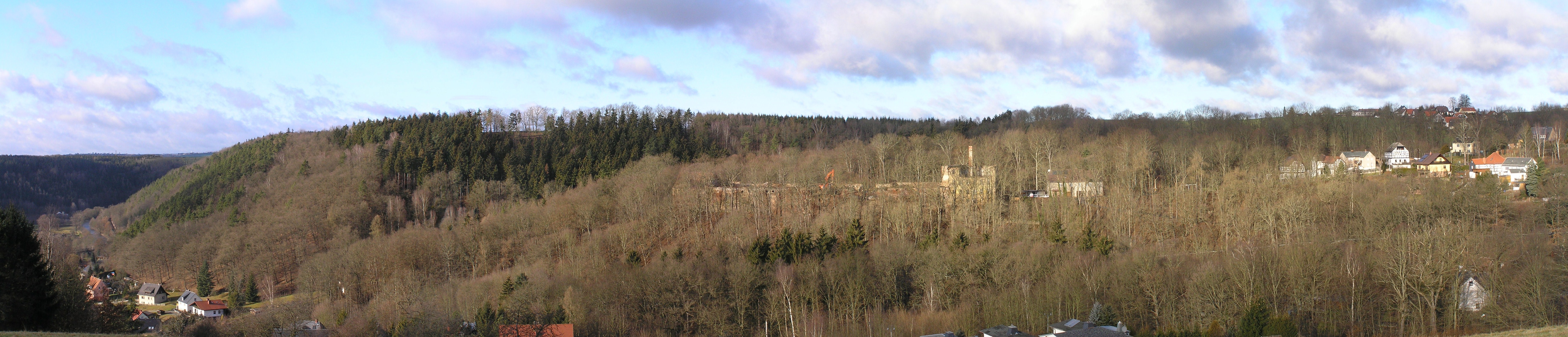
Blick auf die Ruine Schloss Berga und die Siedlung Schlossberg (6. Januar 2012).

### Verwaltungsgliederung und Eingemeindungen

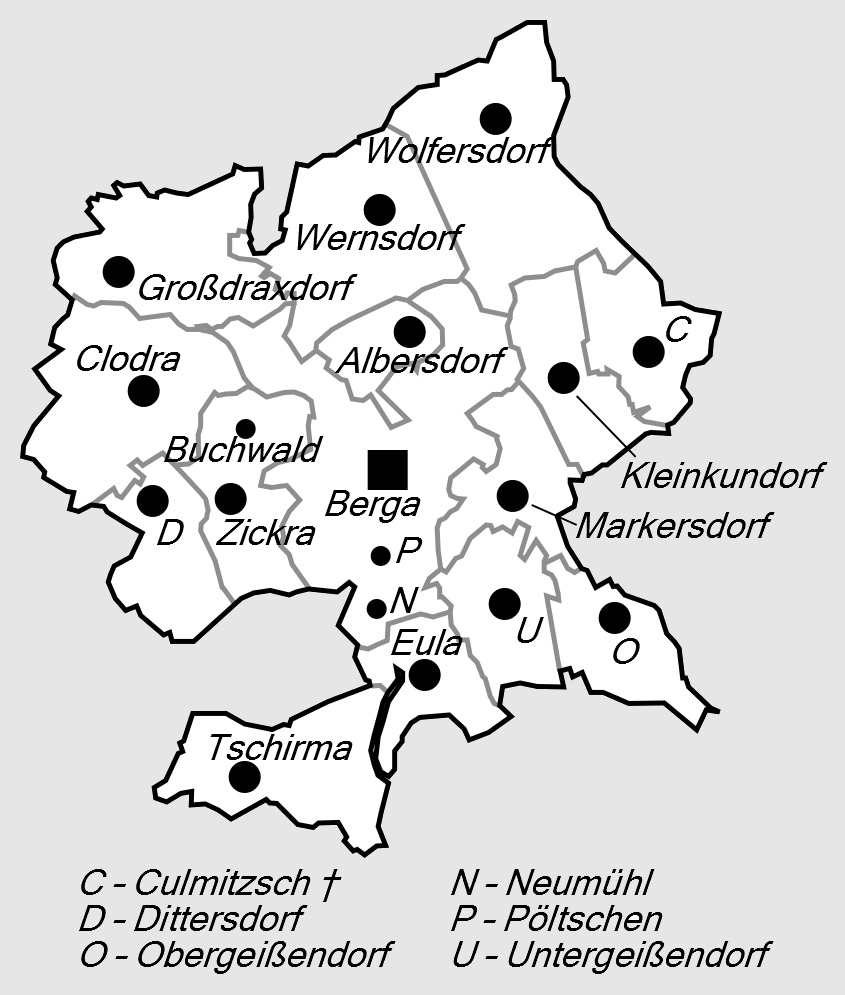
Gliederung der ehemaligen Stadt Berga/Elster

Der südliche Stadtteil Pöltschen (auch Pöltzschen geschrieben) ist mit Berga verwachsen. Räumlich getrennt gehörten 13 weitere Ortsteile zur Stadt Berga:
Albersdorf, Clodra, Dittersdorf, Eula, Großdraxdorf, Kleinkundorf, Markersdorf, Obergeißendorf, Tschirma, Untergeißendorf, Wernsdorf, Wolfersdorf und Zickra.
Zum Stadtgebiet gehörte auch der frühere Ort und ehemalige Stadtteil Culmitzsch.
1972 entstand zunächst ein Gemeindeverband mit Berga und vier umgebenden Gemeinden.
Von 2008 bis Ende 2011 war die Stadt Berga/Elster erfüllende Gemeinde für Teichwolframsdorf und Mohlsdorf.
Am 1. Januar 2024 fusionierte sie mit der Nachbargemeinde Wünschendorf/Elster zur Stadt Berga-Wünschendorf. Dies wurde im Dezember 2023 vom Landtag beschlossen.
| Ehemalige Gemeinde | Datum           | Anmerkung                                         |
| ------------------ | --------------- | ------------------------------------------------- |
| Albersdorf         | 1. Juli 1958    |                                                   |
| Clodra             | 8. März 1994    |                                                   |
| Culmitzsch         | 15. Juli 1968   | Ort zwischen 1964 und 1970 devastiert             |
| Dittersdorf        | 1. Juli 1950    | Eingemeindung nach Zickra                         |
| Eula               | 1. April 1959   |                                                   |
| Geißendorf         | 1. Juni 1991    |                                                   |
| Großdraxdorf       | 1. Januar 1974  | Eingemeindung nach Wolfersdorf                    |
| Kleinkundorf       | 15. Mai 1974    |                                                   |
| Markersdorf        | 8. März 1956    |                                                   |
| Obergeißendorf     | 1. Juli 1961    | Zusammenschluss mit Untergeißendorf zu Geißendorf |
| Pöltschen          | vor 1900        |                                                   |
| Tschirma           | 22. Januar 1994 |                                                   |
| Untergeißendorf    | 1. Juli 1961    | Zusammenschluss mit Obergeißendorf zu Geißendorf  |
| Wernsdorf          | 1. Januar 1974  | Eingemeindung nach Wolfersdorf                    |
| Wolfersdorf        | 8. März 1994    |                                                   |
| Zickra             | 1. Januar 1974  | Eingemeindung nach Clodra                         |

### Einwohnerentwicklung
Trotz mehrfacher Eingemeindungen umliegender Orte von 1991 bis 1994 ist eine leicht sinkende Entwicklung der Einwohnerzahl zu verzeichnen. Von 3526 Einwohnern am 31. Dezember 2012 waren 1751 männlich und 1775 weiblich.
Entwicklung der Einwohnerzahl:
| - 1830: 0559 - 1885: 0982 - 1910: 1515 - 1933: 1917 - 1939: 2002 - 1994: 4329 - 1996: 4257 | - 1998: 4210 - 1999: 4076 - 2000: 4068 - 2001: 4017 - 2002: 3978 - 2003: 3924 - 2004: 3921 | - 2005: 3830 - 2006: 3766 - 2007: 3719 - 2008: 3656 - 2009: 3628 - 2010: 3539 - 2011: 3444 | - 2012: 3526 - 2013: 3493 - 2014: 3392 - 2015: 3383 - 2016: 3359 - 2017: 3339 - 2018: 3297 | - 2019: 3258 - 2020: 3224 - 2021: 3198 - 2022: 3218 - 2023: 3207 |

 Datenquelle: ab 1994 Thüringer Landesamt für Statistik

## Politik

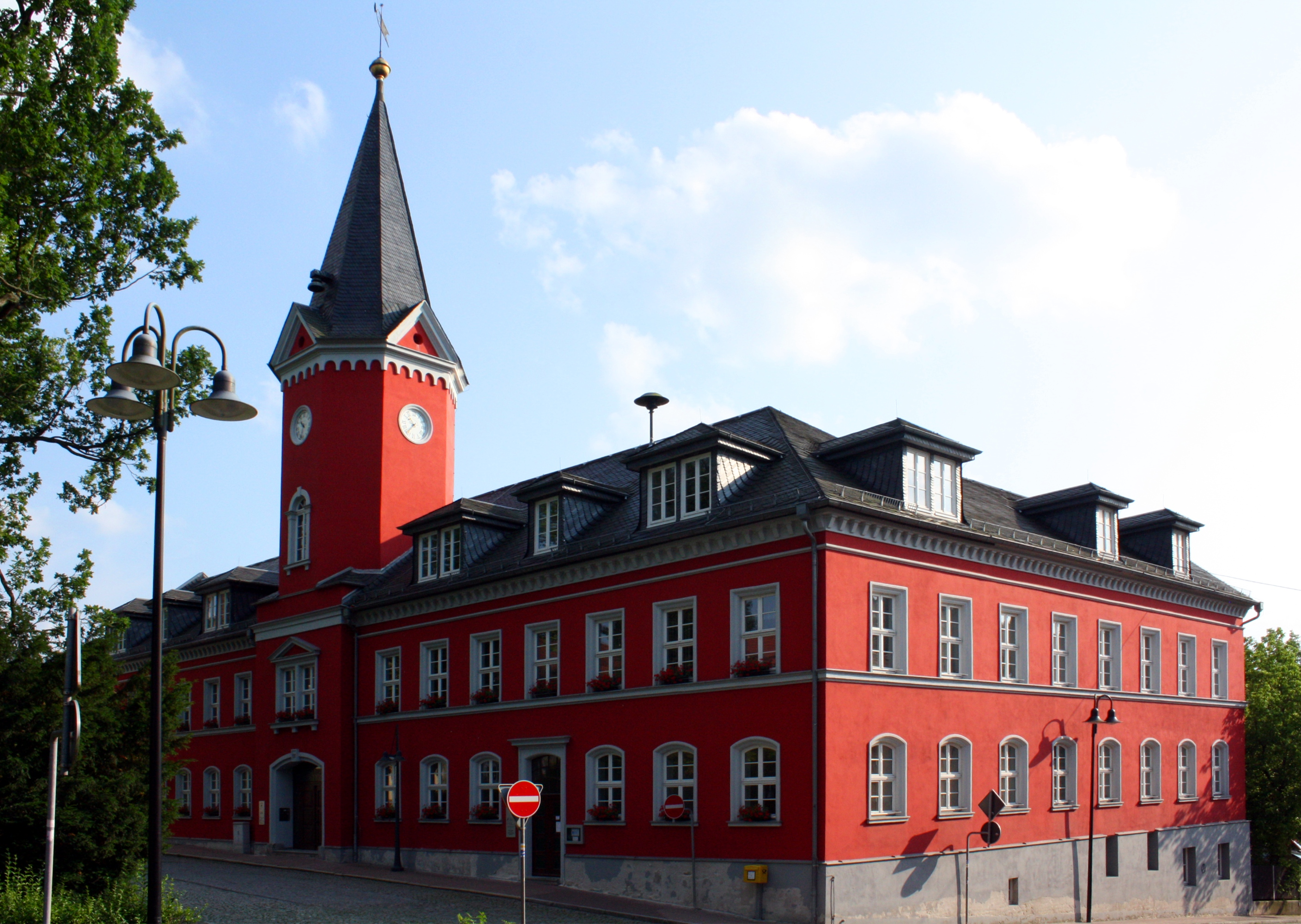
Rathaus Berga/Elster

### Ehemaliger Stadtrat
In den 1990er Jahren gab es in Berga einen für den ländlich geprägten Landkreis Greiz ungewöhnlich starken SPD-Ortsverband, der 1994 mit genau 49 Prozent der Stimmen die Hälfte der 16 zu vergebenden Sitze im Stadtrat besetzte und 1999 immerhin noch sieben Sitze bei 42,9 % errang. 2004 errangen die Freien Wähler mit 47,8 % einen Erdrutschsieg und konnten acht der 16 Mitglieder stellen. Seit den Kommunalwahlen am 25. Mai 2014 waren im Bergaer Stadtrat die Freie Wählergemeinschaft Berga mit sechs Sitzen, die SPD mit drei Sitzen, Die Linke mit zwei Sitzen und die CDU mit fünf Sitzen vertreten.
| Parteien und Wählergemeinschaften | Parteien und Wählergemeinschaften               | % 2019 | Sitze 2019 | % 2014 | Sitze 2014 | % 2009 | Sitze 2009 | % 2004 | Sitze 2004 | % 1999 | Sitze 1999 | % 1994 | Sitze 1994 |
| --------------------------------- | ----------------------------------------------- | ------ | ---------- | ------ | ---------- | ------ | ---------- | ------ | ---------- | ------ | ---------- | ------ | ---------- |
| FWG                               | Freie Wählergemeinschaft der Stadt Berga/Elster | 38,5   | 6          | 36,5   | 6          | 42,5   | 7          | 47,8   | 8          | 21,6   | 4          | 15,9   | 2          |
| CDU                               | Christlich Demokratische Union Deutschlands     | 30,9   | 5          | 32,7   | 5          | 23,3   | 4          | 16,3   | 2          | 26,6   | 4          | 24,0   | 4          |
| SPD                               | Sozialdemokratische Partei Deutschlands         | –      | –          | 16,8   | 3          | 18,7   | 3          | 17,4   | 3          | 42,9   | 7          | 49,0   | 8          |
| LINKE*                            | Die Linke*                                      | 11,0   | 2          | 14,0   | 2          | 15,6   | 2          | 11,8   | 2          | 8,9    | 1          | 5,0    | 1          |
| AfD                               | Alternative für Deutschland                     | 19,5   | 3          | –      | –          | –      | –          | –      | –          | –      | –          | –      | –          |
| Meyer                             | Einzelbewerber Frank Meyer                      | –      | –          | —      | —          | —      | —          | 6,7    | 1          | —      | —          | —      | —          |
| WGW                               | Wählergemeinschaft Wolfersdorf                  | –      | –          | —      | —          | —      | —          | —      | —          | —      | —          | 6,2    | 1          |
| Gesamt                            | Gesamt                                          | 100    | 16         | 100    | 16         | 100    | 16         | 100    | 16         | 100    | 16         | 100    | 16         |
| Wahlbeteiligung %                 | Wahlbeteiligung %                               | 65,8 % | 65,8 %     | 57,8 % | 57,8 %     | 48,5 % | 48,5 %     | 52,0 % | 52,0 %     | 62,4 % | 62,4 %     | 77,6 % | 77,6 %     |

* bis 2004: Partei des Demokratischen Sozialismus (PDS)

### Ehemaliger Bürgermeister
Der erste Bürgermeister ab 1990 war Klaus-Werner Jonas von der SPD. Die Wiederwahl erfolgte jeweils im ersten Wahlgang 1994 mit 66,7 % und 2000 mit 74,4 % der gültigen Stimmen. 2003 erfolgte eine vorgezogene Neuwahl des Bürgermeisters, dabei setzte sich Stephan Büttner von den Freien Wählern gegen den CDU-Kandidaten mit 71,1 % der Stimmen im zweiten Wahlgang durch. 2009 wurde Büttner im ersten Wahlgang mit 95,5 % der gültigen Stimmen wiedergewählt.
Im zweiten Wahlgang wurde am 25. Januar 2015 der parteilose Kandidat Steffen Ramsauer mit 51,1 % der gültigen Stimmen zum neuen Bürgermeister gewählt.
In einem Abwahlverfahren nach § 28 ThürKO Absatz 6, Satz 2, wurde am 17. Juni 2018 Steffen Ramsauer als Amtsinhaber abgewählt.
Am 4. November 2018 wurde der parteilose Heinz-Peter Beyer im zweiten Wahlgang mit 69,4 % Stimmenanteil zum Bürgermeister gewählt.

### Wappen
Das Wappen stammt aus dem 19. Jahrhundert. Die Wappenbeschreibung lautet „in Silber auf grünem Boden ein natürlicher Eichbaum.“
Eichen sind bekannt für ihre Robustheit und Langlebigkeit. Das Symbol eines Eichenbaums im Stadtwappen soll auf die Stärke und Beständigkeit der Stadt und ihrer Bewohner hinweisen.
Auf älteren, teils aus dem 15. Jahrhundert stammenden Siegeln ist der Gekreuzigte abgebildet. „Der Gekreuzigte“ betont oft das Leiden, den Opfercharakter und die Opferbereitschaft von Jesus am Kreuz. Sie spielt eine zentrale Rolle in der christlichen Theologie und Spiritualität, da das Kreuz und die Erlösung durch das Opfer Jesu als grundlegendes Element des christlichen Glaubens angesehen werden.

### Partnerschaften
- Aarbergen, Bundesrepublik Deutschland
- Gauchy, Frankreich
- Mýto v Čechách, Tschechische Republik
- Sobótka, Republik Polen

Obgleich der Zugehörigkeit in gegensätzlichen weltpolitischen Machtblöcken, wurde 1962 die Städtepartnerschaft Gauchy (Frankreich) und Berga/Elster (DDR bis 1990) offiziell begründet.

## Konfessionen
Mit eigenen Kirchen- bzw. Versammlungsbauten sind in Berga/Elster die evangelische Kirche und die römisch-katholische Kirche sowie die evangelisch-methodistische Kirche vertreten.

## Kultur und Sehenswürdigkeiten

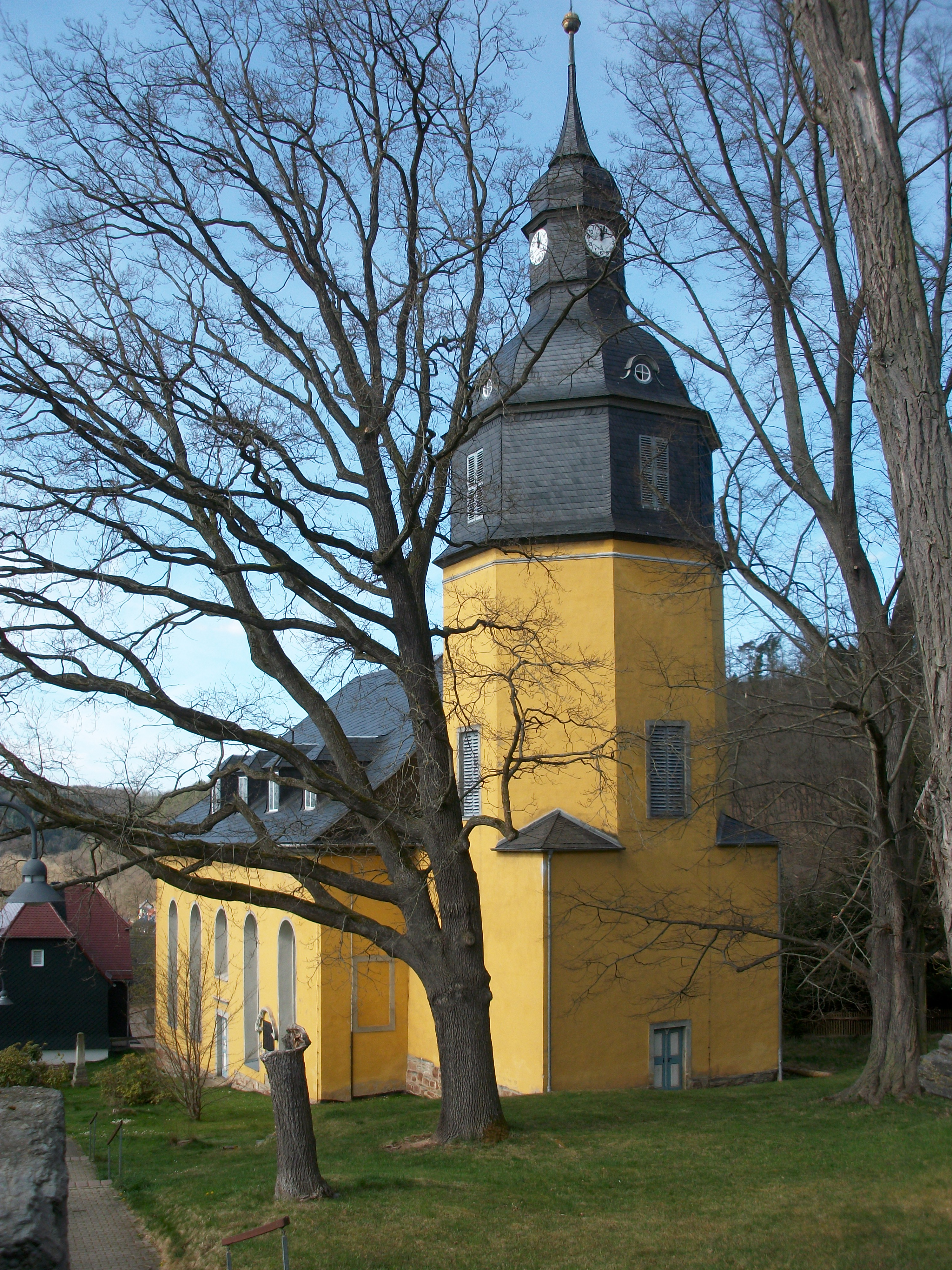
Kirche St. Erhard (Berga)

### Bauwerke
Das nach dem Stadtbrand von 1842 neu errichtete Rathaus liegt an dem zu einer kleinen Parkanlage umgestalteten Markt. Das barocke Schloss weist in den Befestigungsmauern Reste einer befestigten Ritterburg aus dem 13./14. Jahrhundert auf. Der vor dem Teilabriss dreigeschossige Schlossbau geht auf das 16. Jahrhundert zurück, während Torhaus, Saalbau und Schlosskapelle um 1760 hinzukamen. Weiterhin sind die barocke Stadtkirche und das Heimatmuseum Spittel sehenswert.

### Die Kirche
Die St.-Erhard-Kirche ist eine rechteckige Saalkirche mit zweigeschossigen Langhausemporen.  Benannt ist sie nach dem Schutzheiligen und Wanderbischof Erhard von Regensburg.

### Ortskern mit Stadteiche, Heimatmuseum und Kriegerdenkmal
Wahrzeichen von Berga ist eine im Ortszentrum stehende jahrhundertealte und bis zum Jahr 2013 als Naturdenkmal geschützte Stieleiche. Seit 1888 dient die Eiche zum Motiv des Stadtwappens und des Stadtsiegels. Der Brusthöhenumfang beträgt 6,52 m (2014).
Nach einem alternativen Kronenrückschnitt zur Verkehrssicherung am 17. Dezember 2012, entzog die Untere Naturschutzbehörde des Landkreises Greiz der Eiche die Schutzwürdigkeit als Naturdenkmal. Im Jahr 1989 wurde die Laubbaum-Art der Stieleichen, als „Baum des Jahres“ gekürt.

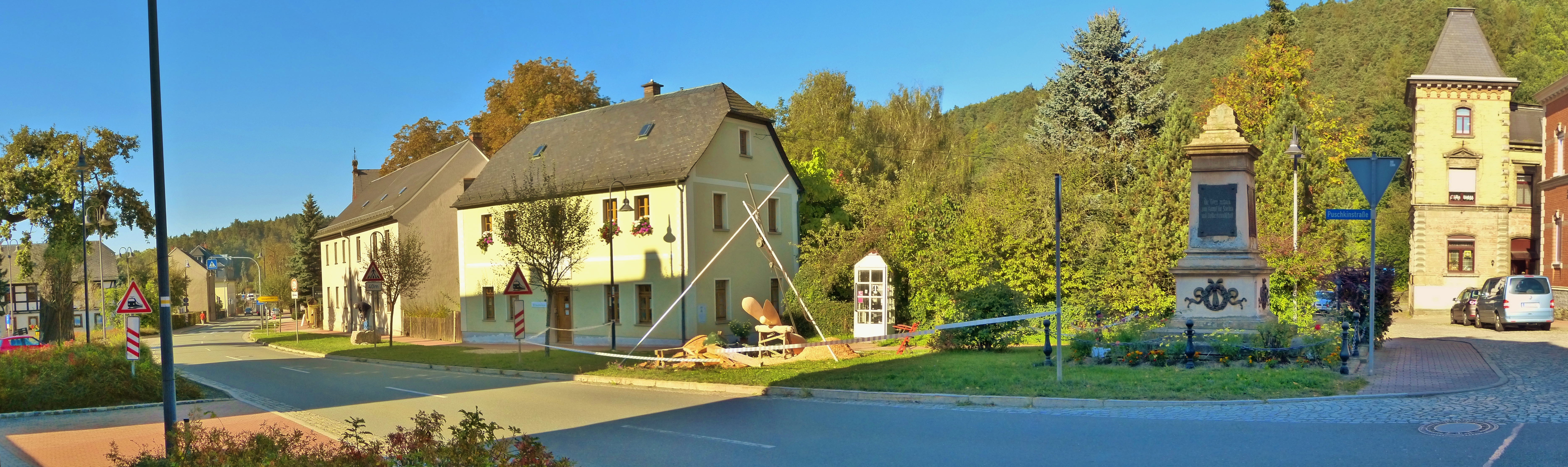
Stadteiche, Heimatmuseum und Kriegerdenkmal
Die Schlossbergsiedlung über der Stadt

### Hochfläche Großdraxdorf

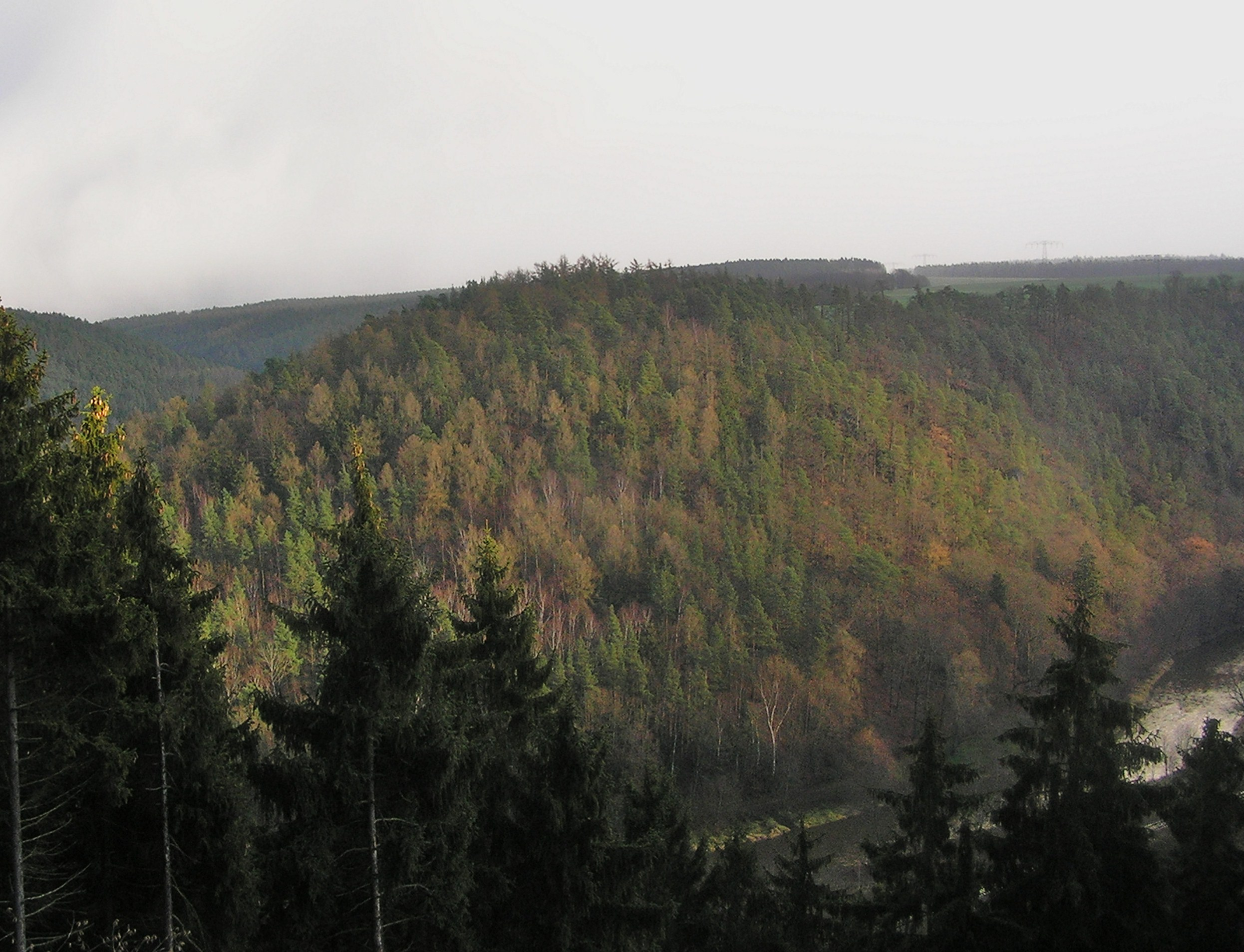
Hochfläche Großdraxdorf

Teufelskanzel

Am westlichen Rand der Hochfläche Großdraxdorf ragt die Teufelskanzel empor. Östlich der Teufelskanzel befand sich einst eine Wallburg. 1847 verlor das Areal zugunsten einer landwirtschaftlichen Nutzung, die noch deutlichen Reste seiner Gestalt. Bereits im Jahr 1854 begannen die ersten archäologischen Untersuchungen und dauern bis zur Gegenwart an. Forscher prüfen Artefakte aus der frühen Steinzeit bis hin zum späten Mittelalter.
Fundstücke der ersten Grabungen in den Jahren 1854/55 zeigt das Museum Reichenfels-Hohenleuben.

### Regelmäßige Veranstaltungen
Im Ortsteil Zickra gibt es den Kulturhof Zickra, der Ort regelmäßiger Veranstaltungen und Konzerte ist. Er ist unter anderem Spielort der Jazzmeile Thüringen.
Berga ist die „Hauptstadt“ des Osterpfads Vogtland. In der Woche vor und nach Ostern verwandelt sich der Märchenbrunnen auf dem Markt in den vermutlich größten Osterbrunnen Thüringens mit ca. 16.500 handbemalten Ostereiern. Weitere österliche Stationen in Berga/Elster sind zu dieser Zeit der Ostergarten an der Alten Schule in der Puschkinstraße, die Osterausstellungen im Heimatmuseum „Spittel“ und im Klubhaus Berga/Elster, sowie die österlich geschmückte Kirche St. Erhard und das Kulturwerk „Alte Gärtnerei e. V.“ in der Brauhausstraße.

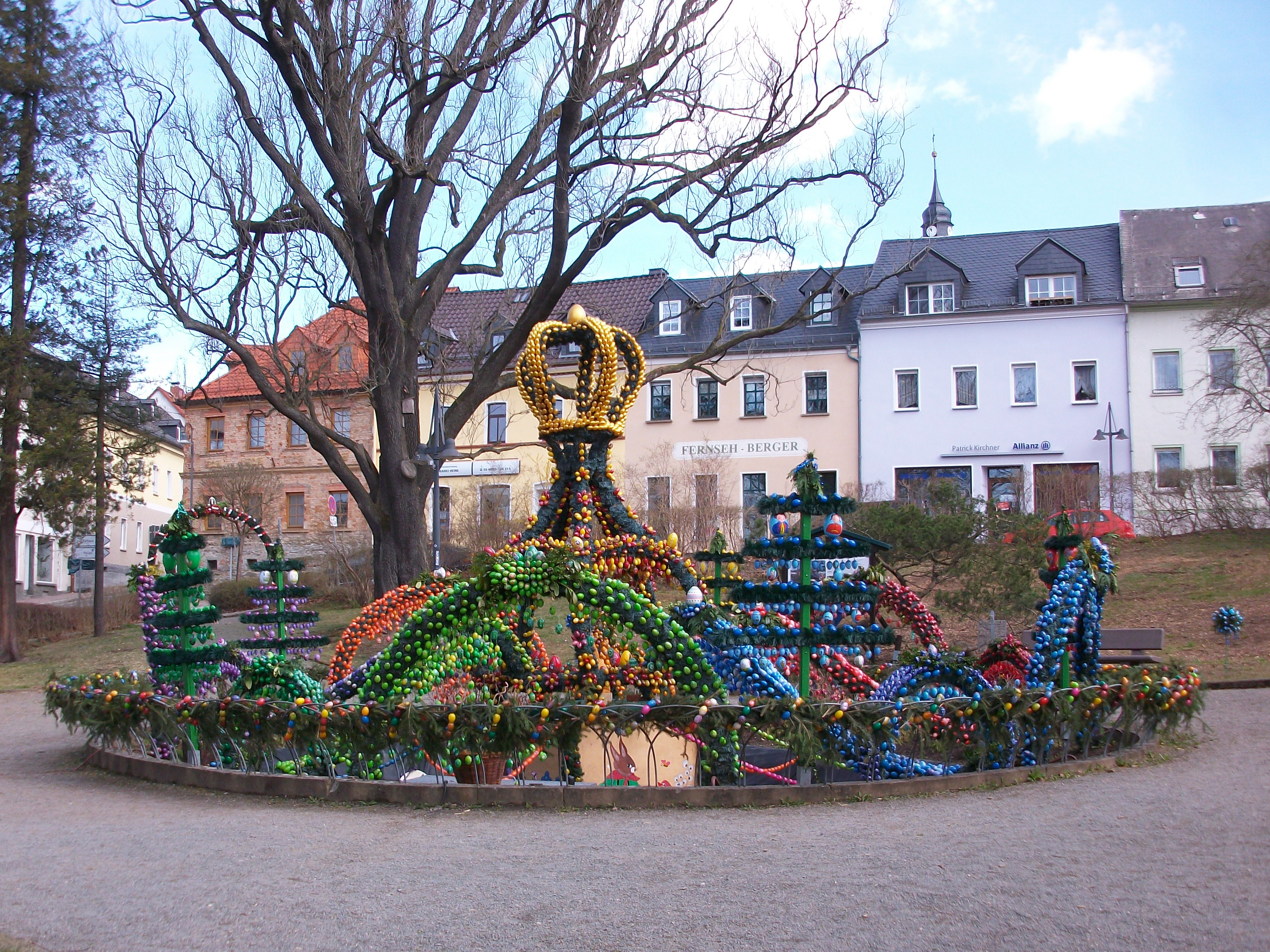
Osterbrunnen Berga/Elster
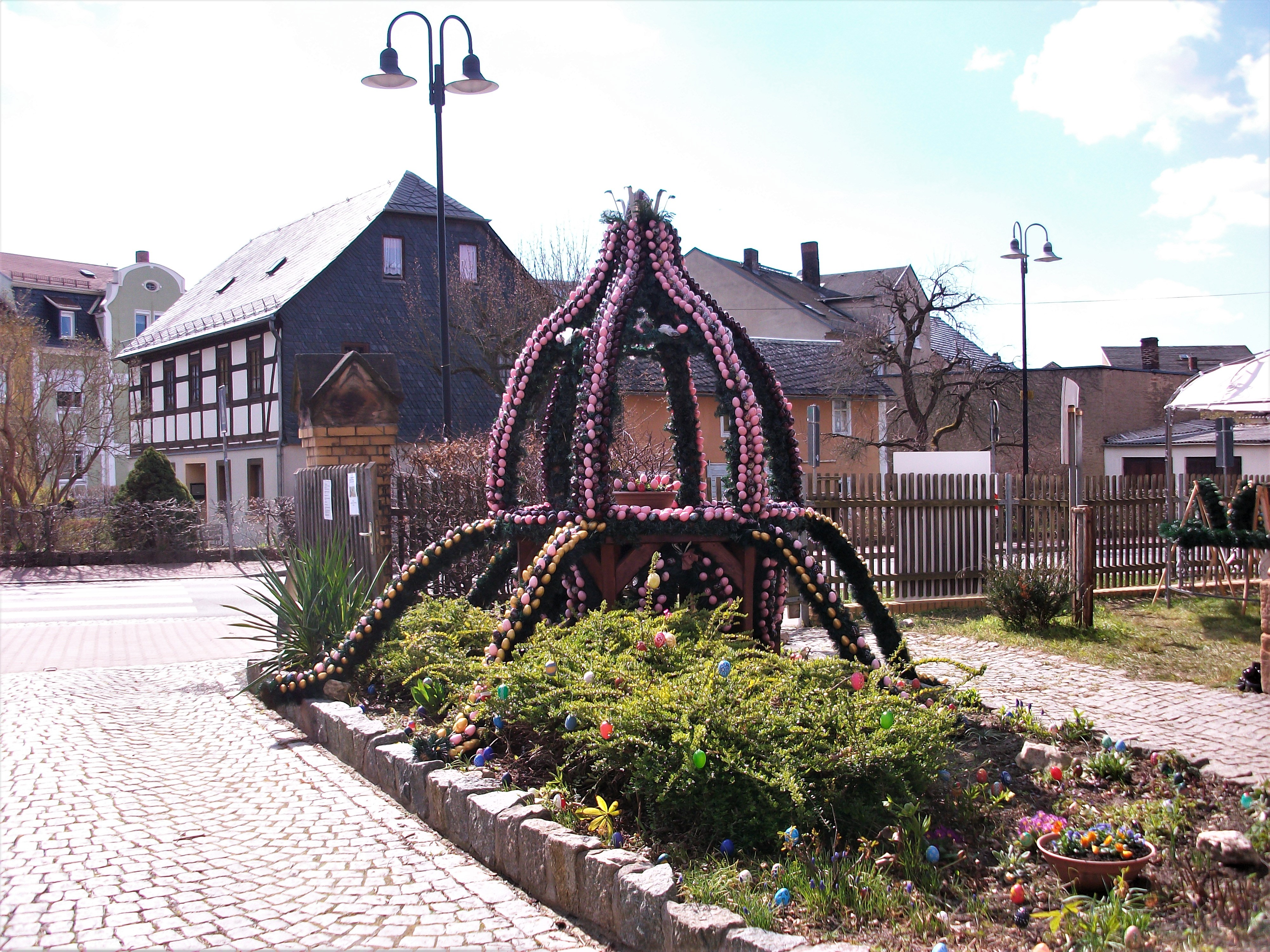
Osterkrone im Ostergarten Berga/Elster bei der Alten Schule
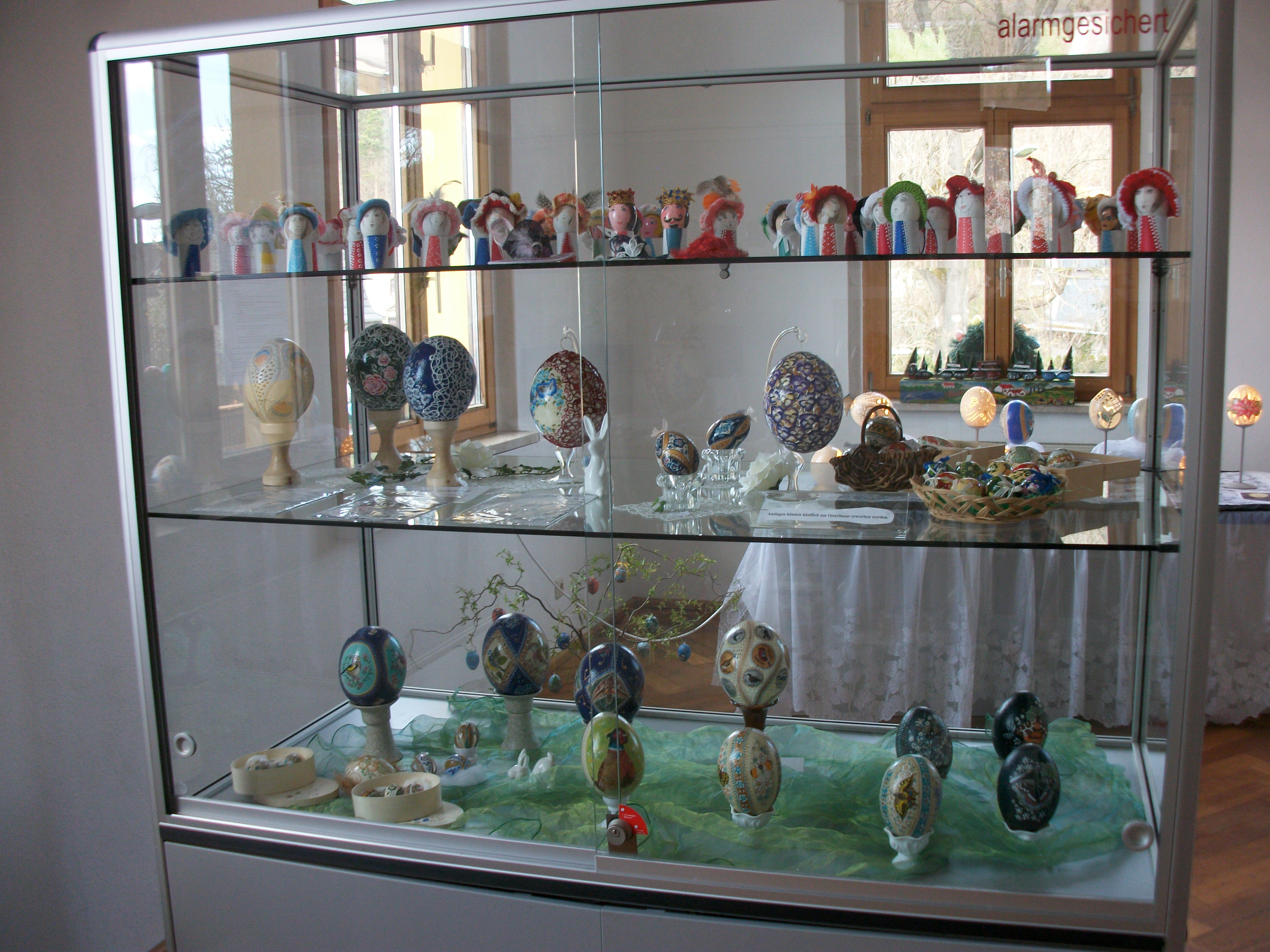
Osterausstellung im Klubhaus Berga/Elster
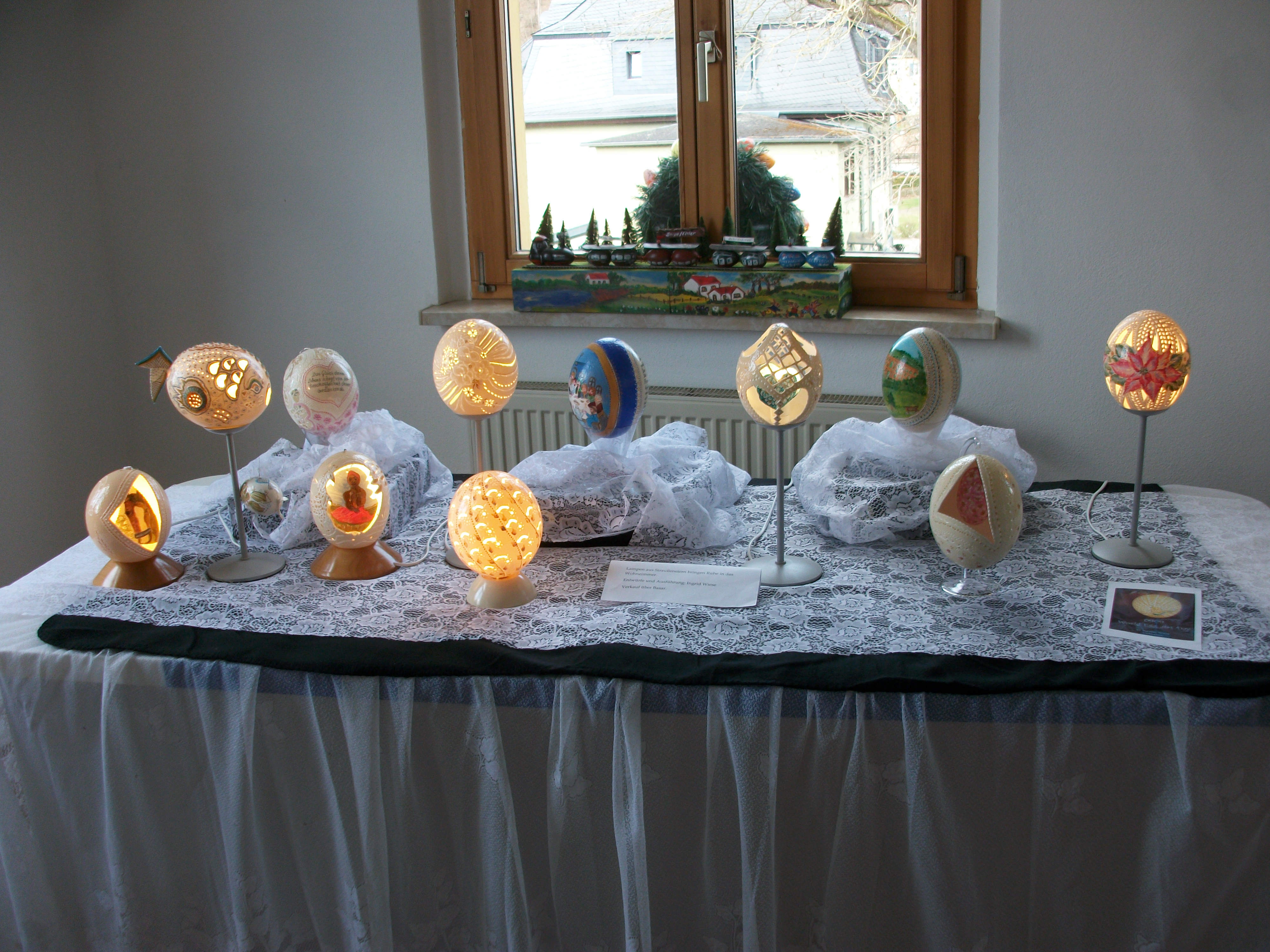
Osterausstellung im Klubhaus Berga/Elster
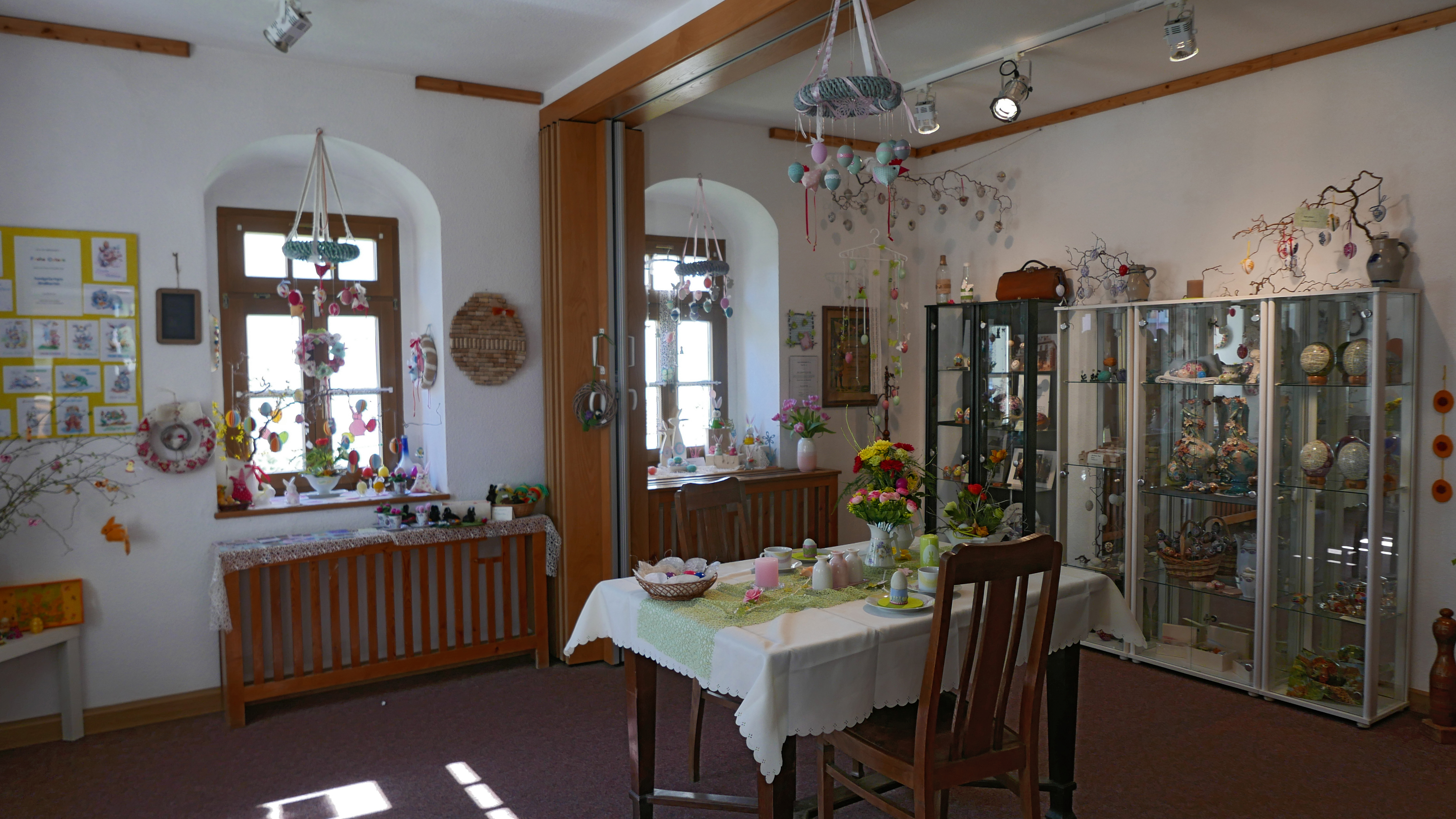
Osterausstellung im Heimatmuseum Spittel

### Kunst im öffentlichen Raum
In einer Arbeit des Holzbildhauers Thomas Nowacki entstand eine Engelsfigur aus dem Stamm einer Schwarz-Pappel.

## Wirtschaft und Infrastruktur

### Verkehr

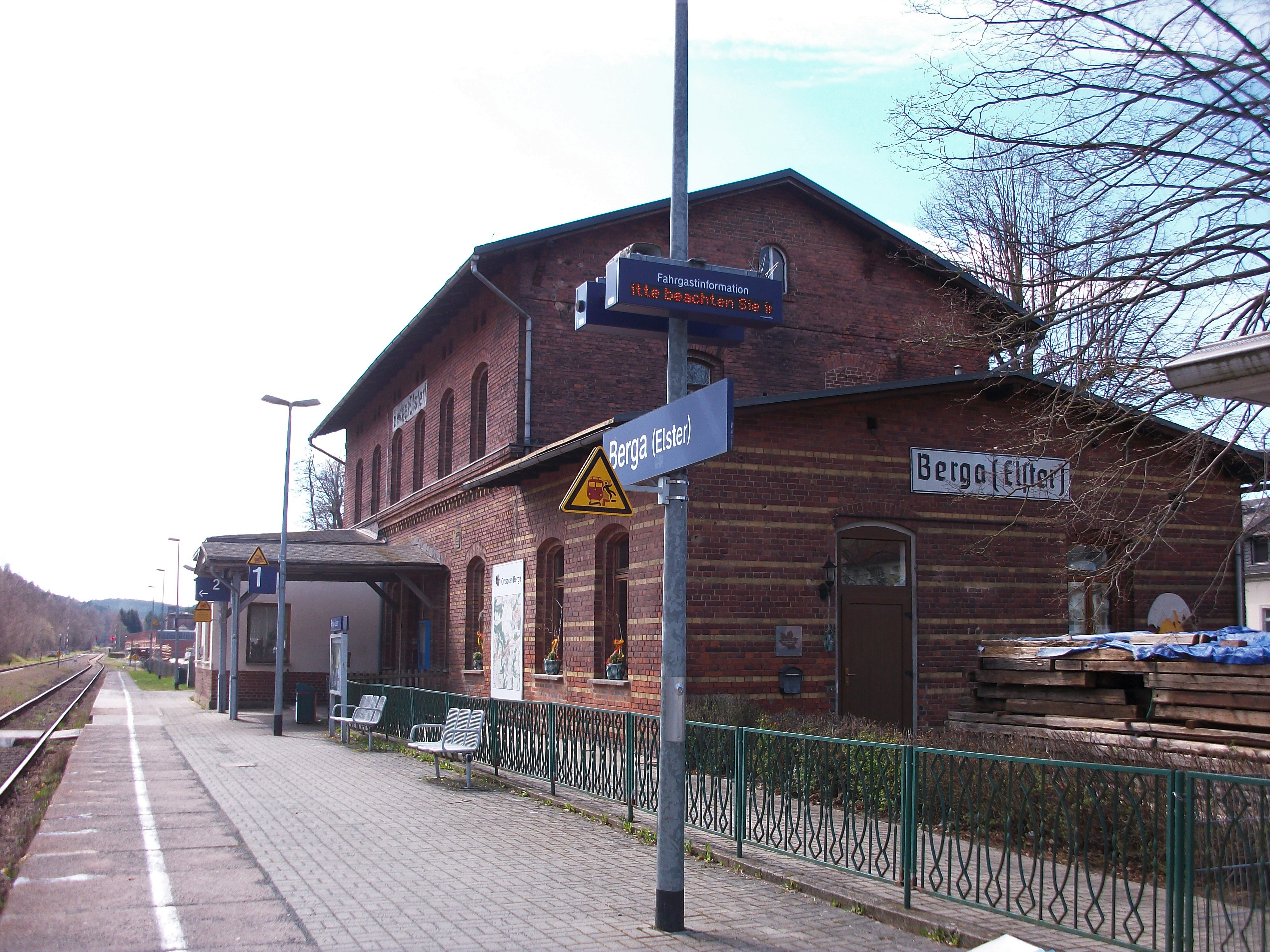
Bahnhof Berga (Elster), Empfangsgebäude (Gleisseite)

Berga und seine Ortsteile liegen zum Teil an der B 175, der L 1083 von Zickra nach Zeulenroda und der L 2336 nach Rückersdorf sowie an der Bahnlinie Gera – Greiz – Weischlitz (Elstertalbahn). Der Bahnhof wird pro Richtung stündlich von Zügen der DB Regio und der Vogtlandbahn bedient. Die PRG Greiz bindet im Buslinienverkehr weitere ländliche Orte in der Umgebung an.
| Linie | Betreiber    | Linienverlauf                                                    | Taktung                  |
| ----- | ------------ | ---------------------------------------------------------------- | ------------------------ |
| RE 3  | DB Regio     | Erfurt – Jena – Gera – Berga – Greiz                             | Zweistundentakt          |
| RB 4  | Vogtlandbahn | Gera – Berga – Greiz – Plauen – Weischlitz (– Adorf)             | Zweistundentakt          |
| 21    | PRG Greiz    | Greiz – Waltersdorf – Berga                                      |                          |
| 218   | PRG Greiz    | Weida – Berga – Wolfersdorf – Großkundorf – Berga / Seelingstädt | ungefähr Zweistundentakt |

Als Bestandteil der touristischen Mobilität führen die ausgewiesene Wanderroute „Elsterperlenweg“ und der Elster-Radweg durch die Stadt Berga/Elster.

### Ansässige Unternehmen
- Stadt-Apotheke (privilegiert seit 1818)
- Zahnarztpraxis Sabine Brosig und Dr. Bernhard Brosig
- Werkzeugmaschinen Kaiser WMS GmbH & Co. KG
- Hofmann Bedachungen
- Autoservice Lieder
- Dachdecker Rene Geßner
- Physiotherapie Groneberg
- TAO TE Berga Solidarische Landwirtschaft
- Marions Pflegedienst (Ambulanter Pflegedienst)
- EBB Ebert Bau Berga
- A-Spera Seniorenpflege
- Bestattungshaus Francke e.K.
- Manu's Kosmetik-Eck

Bis 1990 war Berga/Elster ein bekannter Standort der Produktion von Kunstseide (VEB Greika) und der Wollspinnerei (VEB Alwo). Die mechanische Wollweberei entstand 1879 und die Kunstseidenindustrie kam im Jahr 1900 auf. Im Jahr 1932 beschäftigte die Seidenweberei Ernst Engländer AG 860 Arbeiter und Angestellte. Zum Webereibetrieb gehörte seit 1912 eine Filiale in Creuzburg, dieser Betrieb wurde in den 1930er Jahren auf die Fertigung von Fallschirmseide spezialisiert. In der DDR waren beide Fabrikationsstätten Betriebsteile des VEB Greika Greiz. Am 4. August 2011 fand das Areal durch eine Zwangsversteigerung einen neuen Besitzer.

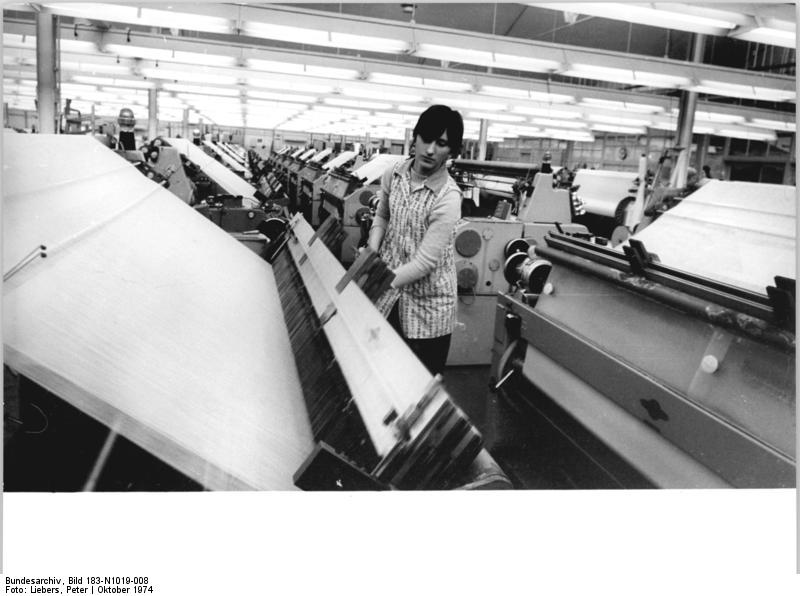
Produktion von Kunstseide mit Düsenwebautomaten im Werk Berga/Elster im Jahr 1974.
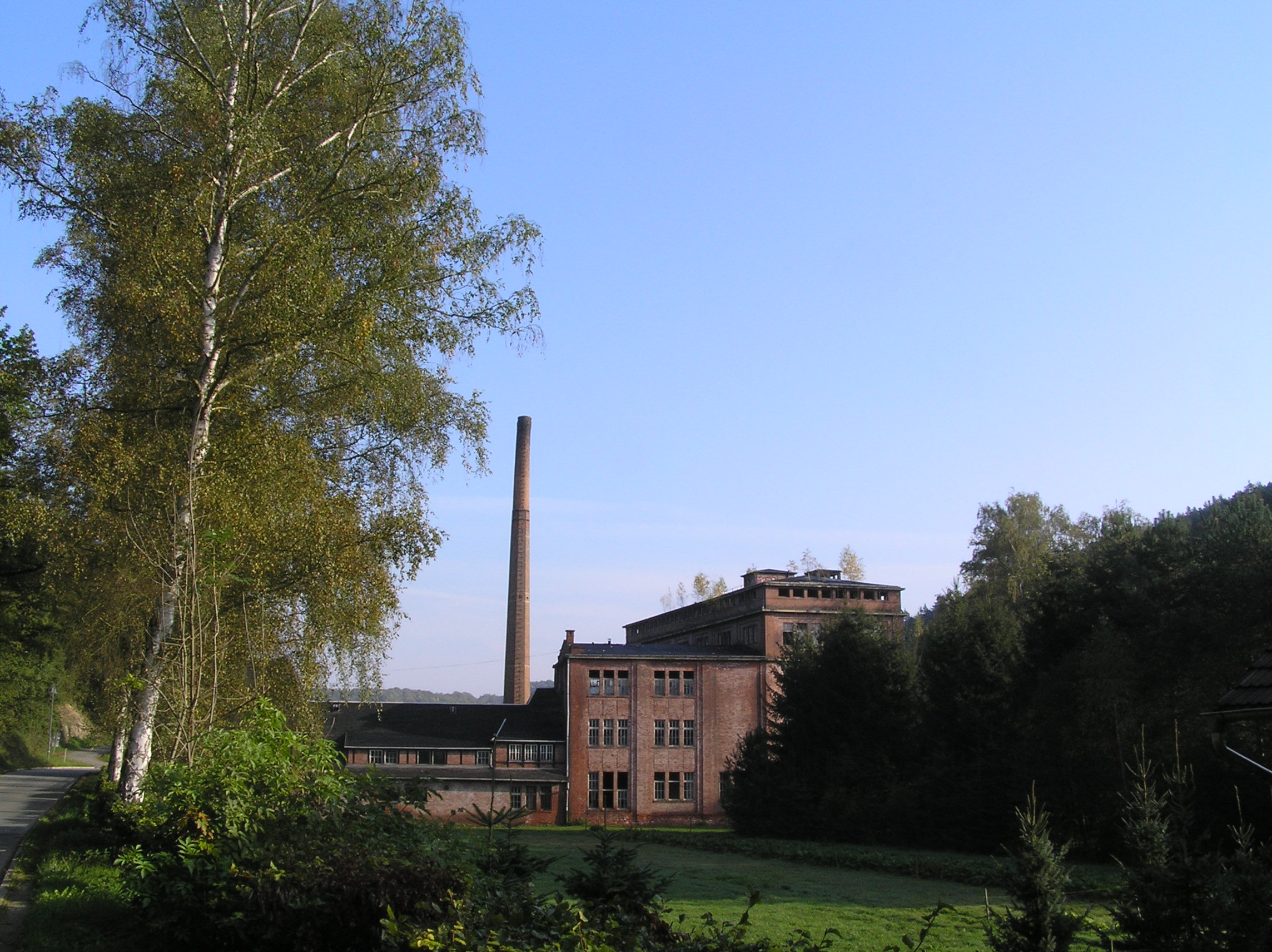
Das Verwaltungsgebäude der ehemaligen Seidenweberei (Südansicht)
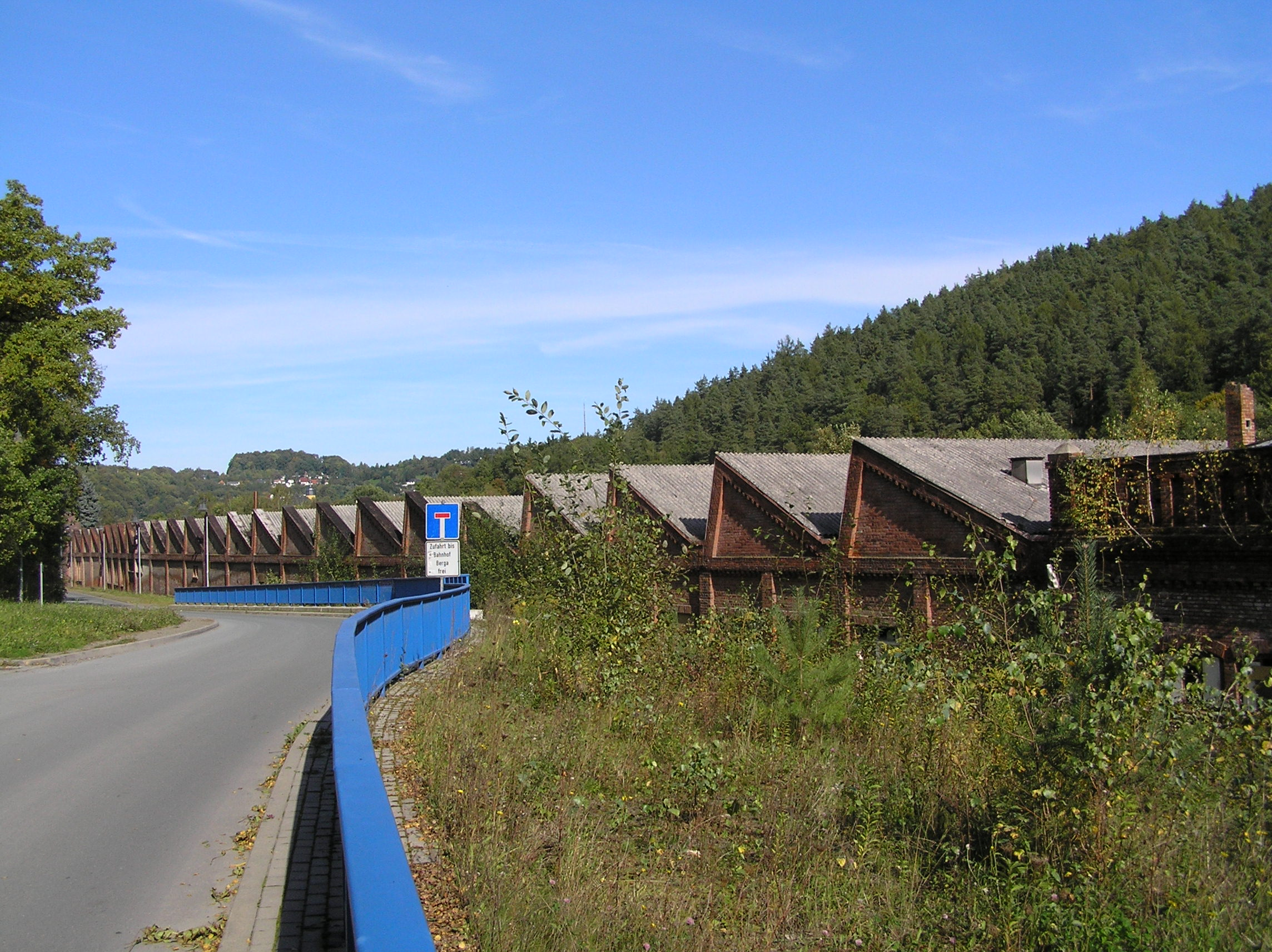
Die im Jahr 1920 erbaute 10.000 m² Sheddachhalle der Seidenweberei.

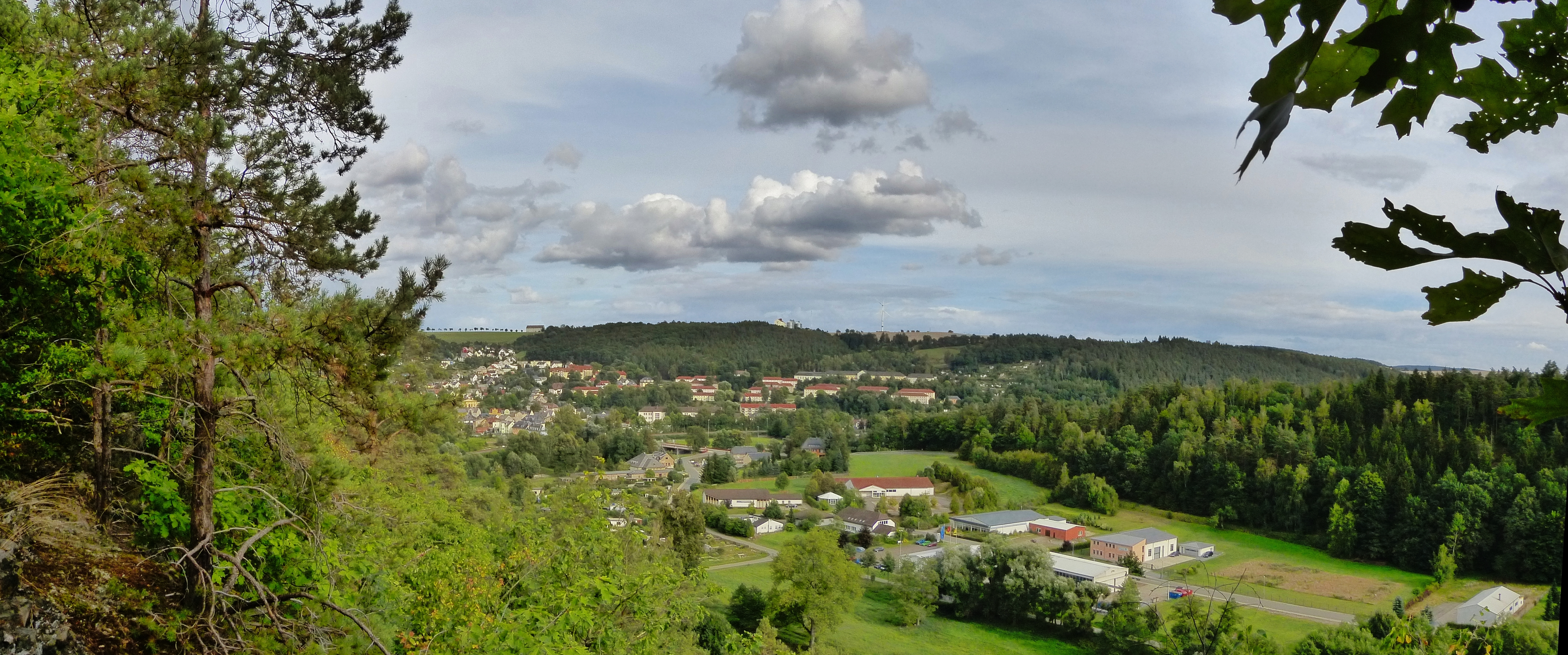
Gewerbegebiet vor der Stadt

Die Wirtschaft der Stadt Berga/Elster wird seit 1990 noch von kleineren Handwerks-, Dienstleistungs- und Handelsbetrieben geprägt. Ein ab 1992 erschlossenes Gewerbegebiet verfügt über eine Fläche von 6 Hektar.
In den Ortsteilen von Berga/Elster ist traditionell eine umfangreiche landwirtschaftliche Pflanzen- und Tierproduktion verwurzelt. Als erste ihrer Art im Kreis Greiz entstand 1952 im Ortsteil Markersdorf die LPG „Thomas Müntzer“.

### Wasserver- und Abwasserentsorgung
Berga/Elster ist Mitglied im Zweckverband Trinkwasserversorgung und Abwasserbeseitigung Weiße Elster - Greiz. Dieser übernimmt die Trinkwasserversorgung und Abwasserentsorgung.  Die lange Zeit bestehende Rohrbrücke der Thüringer Fernwasserversorgung über die Weiße Elster nördlich Clodra wurde zwischen 2016 und 2019 zurückgebaut und in diesem Bereich durch eine Dückerung ersetzt.

### Öffentliche Einrichtungen
In den 1950er Jahren wurde durch die SDAG Wismut eine Wohnsiedlung mit zugehöriger Infrastruktur für  Handel, Kultur und medizinischer Betreuung geschaffen. Eine Besonderheit stellte das Nachtsanatorium dar, es diente der medizinischen Prophylaxe der Wismut-Bergleute zwischen den Arbeitsschichten. Das Ensemble der Wismut Siedlung ist heute als Flächendenkmal geschützt.

### Bildung

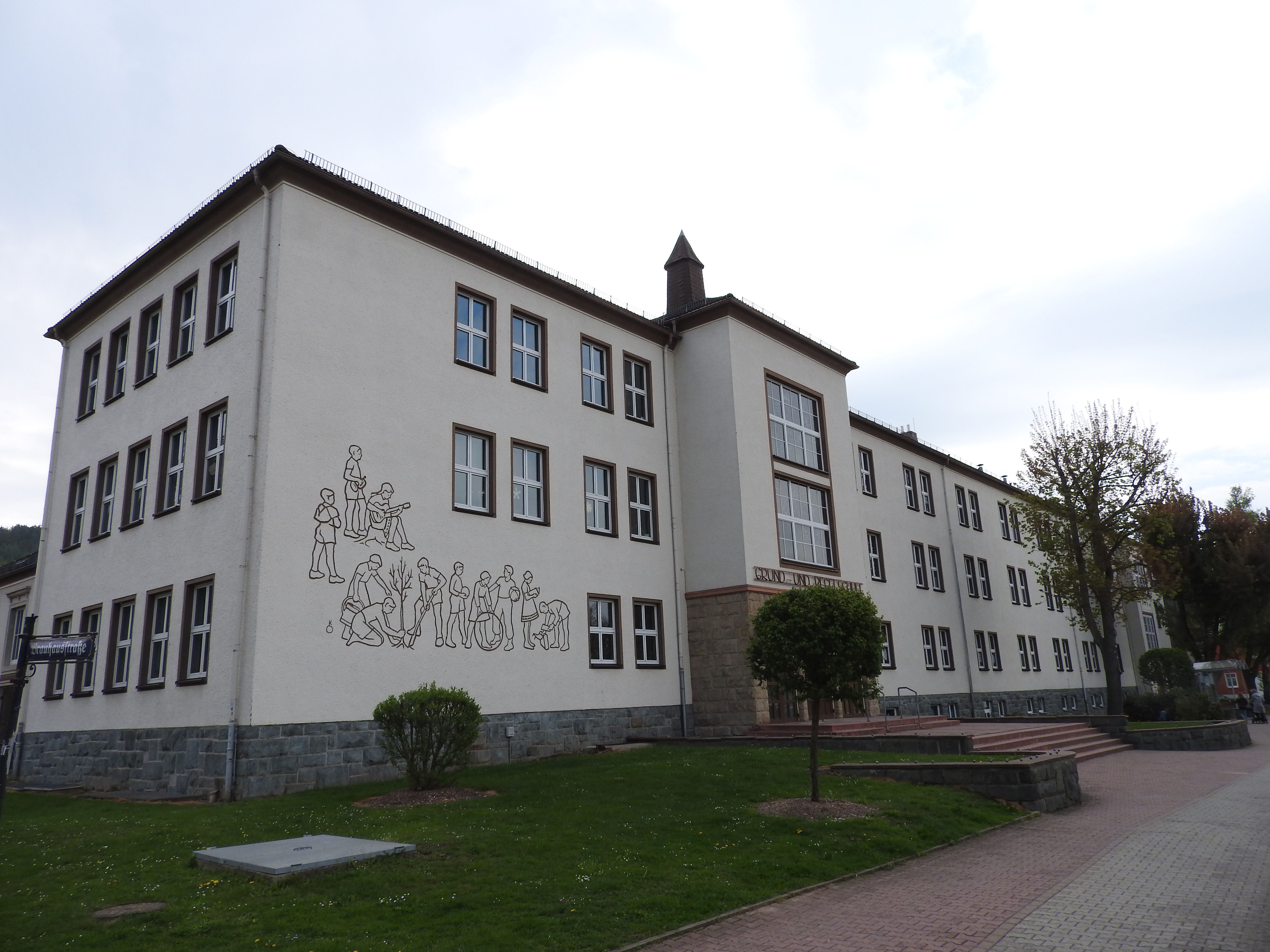
Staatliche Regelschule Berga/Elster

- Eine Schule existiert seit 1555. Heute gibt es in Berga eine Grundschule, eine Regelschule und eine Stadtbibliothek.

- Seit 2021 Prof. Dr. Laufs Aus- und Weiterbildungs GbR zur Aus- und Weiterbildung von Ingenieuren im Metallbau und weiterer angrenzender Fachgebiete.

## Persönlichkeiten
- Hans Bastian I. von Zehmen (1598–1638), Kursächsischer Oberst des Leibregiments, Kommandant von Magdeburg
- Hans Bastian II. von Zehmen (1629–1702), Kurfürstlich-Sächsischer Geheimer Rat, Herzöglicher Justizrat und Deputierter auf dem Dresdner Landtag
- Friedrich Weise (1649–1735), Theologe, war von 1682 bis 1690 Prediger von Berga
- Christian Bernhard von Watzdorf (1804–1870), Jurist und Politiker
- Paul Thomas (1859–1942), deutscher Politiker, Landtagspräsident in Reuß ä.L. und Oberbürgermeister in Greiz
- Gerhard Schott (1866–1961), Geograph und Ozeanograph, Teilnehmer der Valdivia-Expedition; im Ortsteil Tschirma geboren
- Robert Clauß (1894–1974), Kapitän und Kap Hoornier
- Christian Aigrinner (1919–1983), Maler und Graphiker; lebte von 1955 bis 1983 in Berga
- Babs Englaender (* 1922), Malerin; in Berga geboren
- Wolfgang Dyroff (1923–2018), Fotograf, Formgestalter und Industriedesigner
- Frank Reinhold (1953–2013), Publizist und Heimatforscher